# Benutzermodell
Als Benutzermodell werden in der Software-Entwicklung Annahmen und Angaben über die Nutzer der Software bezeichnet.
Um dem individuellen Benutzer optimal gerecht zu werden, muss für jeden ein explizites Benutzermodell angelegt und gespeichert werden. Die Software benutzt dann dieses Modell, um die Interaktion mit dem Benutzer zu steuern. Diese Systeme sind allerdings noch im Forschungsstadium und noch nicht allgemein verfügbar.
Eine erste Annäherung an die Benutzerwünsche versucht man dadurch zu erreichen, dass man die Benutzer auf Grund ihrer Erfahrungen in drei Gruppen aufteilt:
- Anfänger haben keine Erfahrung mit dem betreffenden Computersystem
- Gelegenheitsnutzer sind regelmäßige Benutzer des Computersystems, aber u. U. in wechselnden Zeitabständen
- Experten haben mehrjährige Erfahrungen mit verschiedenen Computersystemen